# Eugene Wall
Eugene Wall (15 de noviembre de 1922 - 31 de marzo de 2003) fue un ingeniero químico, documentalista e informatólogo estadounidense. Es el iniciador de la Teoría de Tesauros.

## Biografía
Eugene Wall nació en Leeton, estado Misuri (Estados Unidos) y estudió en la Universidad de Misuri. Sirvió en la marina americana durante la Segunda Guerra Mundial. Fue ingeniero de la planta de dióxido de titanio de Baltimore de la Sociedad Du Pont, y más tarde, en programas de desarrollo agrónomo en Delaware. 
Sin embargo, a finales de la década de los 50, Wall fue solicitado por la Sociedad Du Pont para que planificase el sistema de información de la compañía. Ésta, había creado en 1957 el primer tesauro documental y Wall comparó dicha herramienta con el tesauro literario de Roget, llegando a diversas conclusiones que darían pie a la llamada Teoría de Tesauros en el ámbito de la Recuperación de información. Eugene Wall definió los principales problemas lingüísticos que padecían los tesauros como son la sintaxis, la semántica, el género o el sentido. En 1969 dictaminó los cuatro pilares básicos en que deben apoyarse cualquier tesauro: 
1.- Los tesauros debían utilizar términos extraídos del lenguaje natural.
2.- Los tesauros debían tener una arquitectura flexible que les permitiera añadir nuevos términos.
3.- Los términos empleados en un tesauro deberían estar ensamblados en una red de referencias cruzadas, tanto semántica como jerárquica.
4.- Los tesauros debían poseer una forma y un formato fácil de usar.
Entre 1960 y 1990, Eugene Wall se vuelca en el mundo de la Información y Documentación, siendo director de la empresa Documentation Inc en Washington, dedicada al asesoramiento de sistemas para empresas de gestión de información. Además, fue vicepresidente de Aspen System Corp y miembro de la Junta de Ingenieros de Nueva York.
Muere de un fallo renal en su casa de Rockville en 2003